# 羅氏下口鯰
羅氏下口鯰，為輻鰭魚綱鯰形目甲鯰科的其中一種，為熱帶淡水魚，分布於中美洲千里達淡水流域，體長可達16公分，棲息在水質清澈且流動快速的溪流底層水域，以藻類及有機碎屑為食，生活習性不明，可做為觀賞魚。

## 扩展阅读
維基物種上的相關：羅氏下口鯰